# 리치 리틀

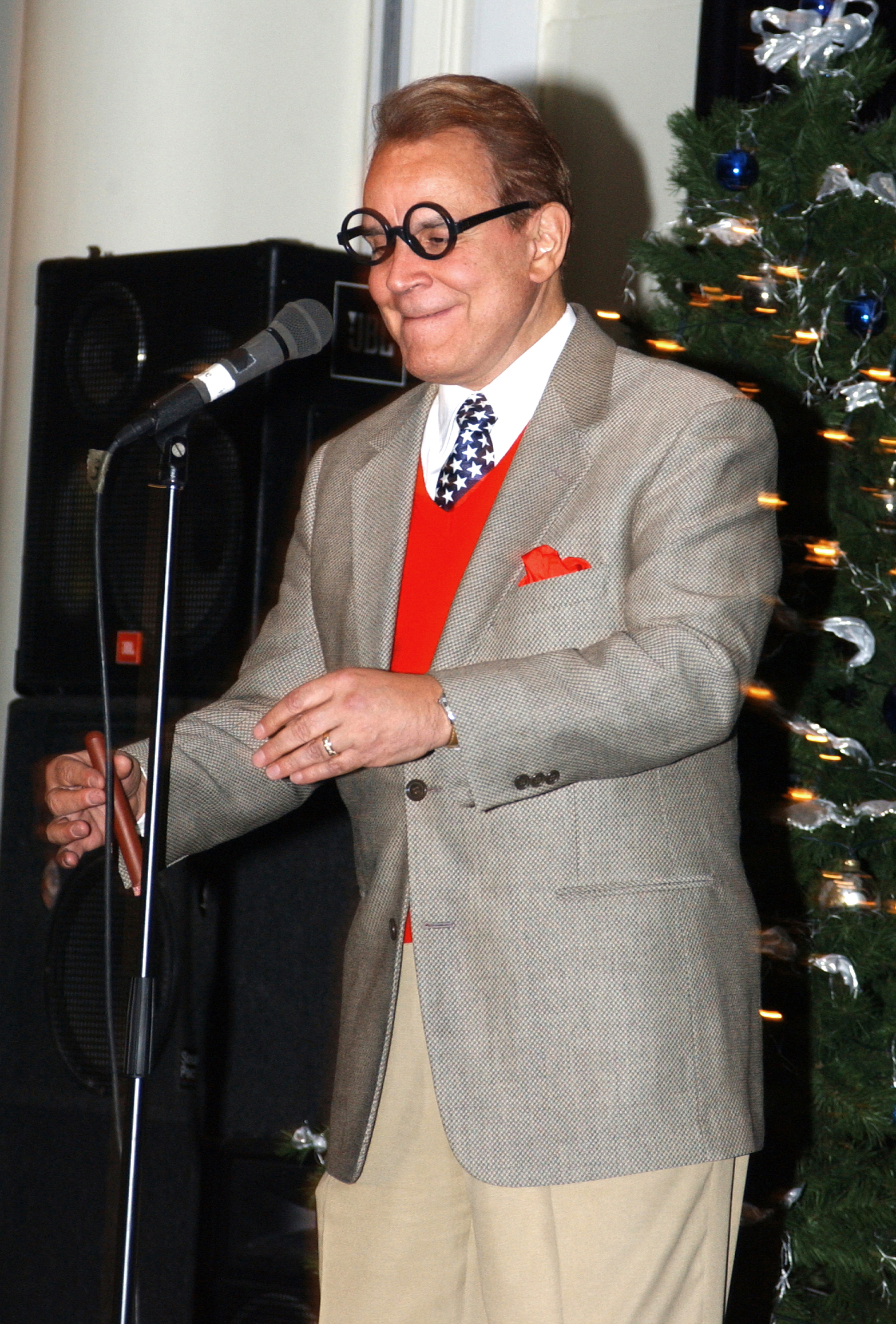

리치 리틀(Rich Little, 1938년 11월 26일 ~ )은 미국의 성대모사, 영화배우, 각본가, 성우, 텔레비전 배우이다.
오타와에서 태어났다.

## 영화
- 캐롤 채닝: 라저 댄 라이프 (2012년) - 본인 역
- 브레이니액컴 (2000년)
- 레이트 쉬프트(영어판) (1996년)
- 맥주 맥주 대소동 (1987년)
- 크레이지 걸 (1986년)
- 작은 사랑의 기적 (1985년)
- 꿈꾸는 낙원 (1978년)
- 크리스마스 캐롤 (1978년)
- 사랑의 유람선 (1977년)
- 바람의 저편 (1972년)
- 데이빗 프로스트 쇼 (1969년)